# Gravediggaz
Gravediggaz é um grupo de rap norte-americano, formado em Nova York, no ano de 1992 por The Gatekeeper, The Undertaker depois de ter formado a dupla. 
Os outros dois integrantes, decidiram sair do grupo e seguir carreira solo.

## Discografia

### Álbuns de estúdio
- 1994 – 6 Feet Deep
- 1997 – The Pick, the Sickle and the Shovel
- 2002 – Nightmare in A-Minor